# Margalida Caimari Vila
Pour les articles homonymes, voir Vila.
Margalida Caimari i Vila, née en 1839 à Cuba et morte en 1921 à Palma de Majorque, est une poétesse de la Renaixença et bienfaitrice sociale liée à Majorque, la Catalogne et Cuba.

## Biographie
Margalida Caimari i Vila est née à Cuba dans une famille aisée de Minorque qui avait immigré dans les Caraïbes pour des raisons professionnelles. Elle a épousé Miquel Bauló i Oliver, membre de la bourgeoisie commerciale libérale, ce qui l'a aidée à avoir plus d'éducation et de liberté que la plupart des femmes de son milieu,.
Soutenue par le leader de la Renaixença Josep Lluís Pons, elle a non seulement écrit de la poésie, mais a récité des poèmes en public à différents moments, ce qui était très inhabituel pour une femme en 1869. Elle faisait partie d'un groupe de jeunes auteurs qui se déplaçaient entre l'Ateneo Balear et les réunions de Pons i Gallarza.
Son style poétique est soit réaliste et d'inspiration populaire, soit patriotique ; dans le premier, elle excelle à expliquer les sentiments de solitude et d'impuissance de la femme qui espère que son mari a immigré à Cuba. Dans le second, l'idée de patrie catalane est très claire et voue une admiration à l'industrialisation.
Elle a pu mener une activité littéraire importante, avec ses propres mots, ainsi qu'une activité de bienfaisance sociale car elle n'avait qu'une fille, contrairement à d'autres autrices, comme Manuela de los Herreros Sorà, avec qui elle a noué une amitié, qui a vu son œuvre s'effondrer à cause de la maternité. Elle a publié à la fois dans des magazines à Majorque et en Catalogne.
Elle a abordé la question sociale à partir du catholicisme, selon les directives de Léon XIII, elle a connu le travail des ouvriers du textile par l'entreprise de son mari, La Alfombrera, et elle a été très active dans la fondation pour les enfants des ouvriers les Bressols del Minyó Jesus, à l'imitation de ceux de la Catalogne. À 71 ans, elle inaugure les externats pour enfants travailleurs. Elle reflète cependant son conservatisme social dans certains poèmes.
Elle a été appréciée comme poète par Jeroni Rosselló, Miquel dels Sants Oliver (ca), Manuel Sanchis i Guarner, l'Archiduc Ludwig Salvator d'Autriche mais qui n'a valorisé et reproduit que les poèmes maternels.
Elle a une rue à son nom à Palma, la ville où elle a fait ses études.